# Kimberly Cheatle

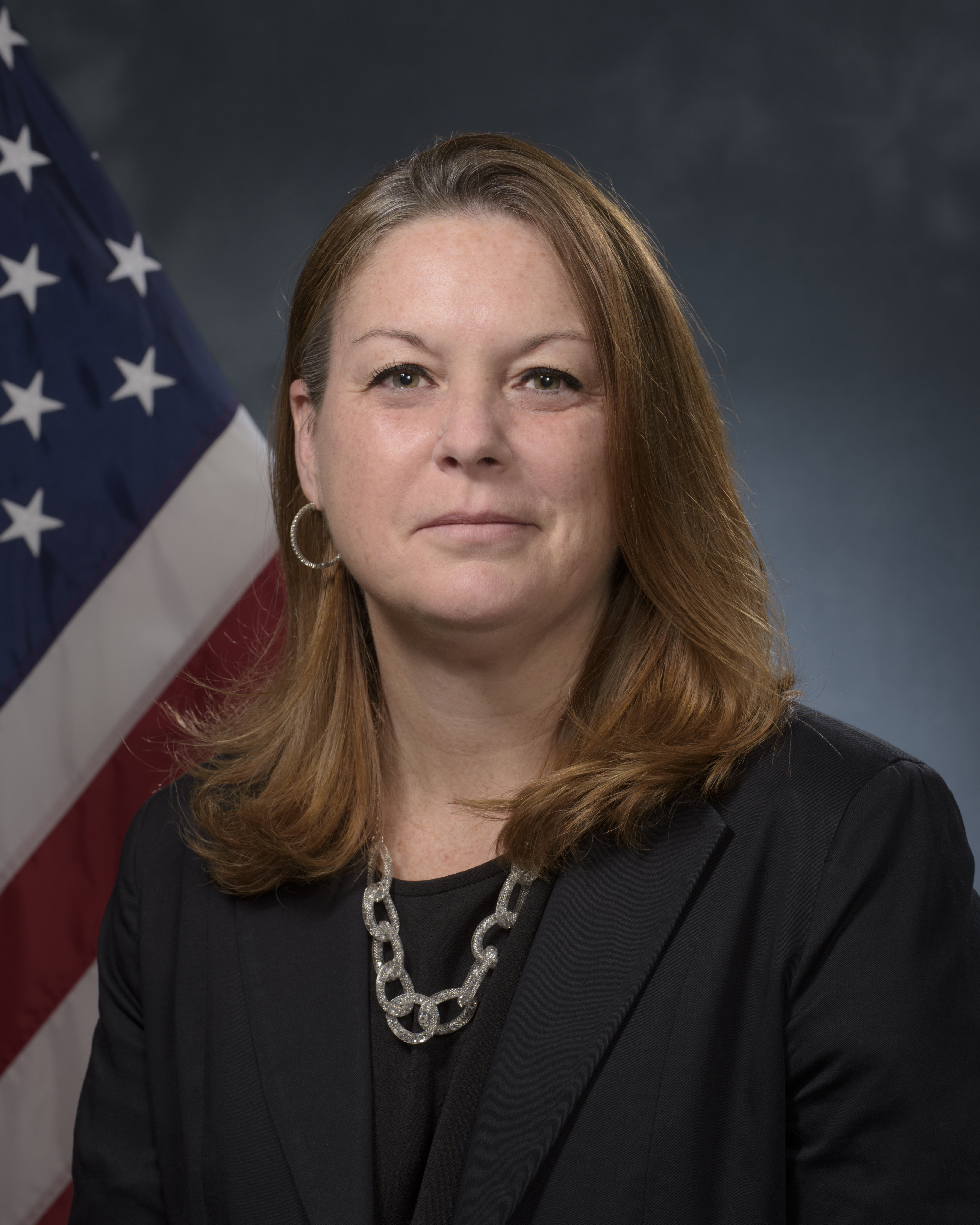
Kimberly Cheatle (2022)

Kimberly A. Cheatle (* 15. August 1972) in Hinsdale, Illinois ist eine US-amerikanische Polizeibeamtin. Sie war von 2022 bis 2024 die 27. Direktorin des United States Secret Service. Zehn Tage nach dem Attentat auf den ehemaligen Präsidenten Donald Trump trat sie im Juli 2024 zurück.

## Leben
Kimberly Cheatle wurde in Hinsdale nahe Chicago geboren und wuchs in Danville auf. Sie studierte an der Eastern Illinois University Soziologie mit einem Schwerpunkt auf Kriminalrecht.
Cheatle trat 1995 dem United States Secret Service (USSS) bei. Sie war 2001 an der Evakuierung des Vizepräsidenten Dick Cheney während der Anschläge vom 11. September beteiligt und diente während der Obama-Regierung im Personenschutzkommando von Joe Biden. In den Jahren 2017 und 2018 fungierte sie als stellvertretende Direktorin des Secret Service. Sie war als leitende Special Agent im Büro in Grand Rapids, Michigan, tätig. Cheatle war die erste Frau, die als stellvertretende Leiterin der Protective Operations fungierte, einer Einheit, deren Aufgabe es ist, den Präsidenten der Vereinigten Staaten und andere Würdenträger zu schützen. Von 2019 bis 2022 war Cheatle „Senior Director“ für Sicherheit beim Getränkekonzern PepsiCo für den Bereich Nordamerika.
2022 wurde Kimberley Cheatle von US-Präsident Joe Biden zur Chefin des Secret Service ernannt. Sie übernahm den Dienst in einer Zeit, in der auch seine Rolle beim Sturm auf das Kapitol 2021 diskutiert wurde. Unter dem von Donald Trump eingesetzten Vorgänger James M. Murray löschte der USSS von dem Ermittlungsbehörden angeforderte Textnachrichten, die die Rolle der Behörde während des Kapitolsturms hätten beleuchten können. Cheatle sagte gegenüber CBS News, der Dienst müsse „diversere Kandidaten anziehen und allen in der Belegschaft, insbesondere Frauen, Chancen bieten“. Sie zielt darauf ab, den Anteil der weiblichen Rekruten bis 2030 auf 30 % zu erhöhen.
Im April 2024 attackierte eine Agentin des Personenschutzkommandos von Vizepräsidentin Kamala Harris ihren Vorgesetzten und andere Agenten. James Comer, Vorsitzender des Ausschusses für Aufsicht und Rechenschaftspflicht des US-Repräsentantenhauses, sprach daraufhin mit Cheatle darüber, Schulung und Disziplinarverfahren innerhalb des Dienstes zu klären. Der Secret Service spielte Berichte über eine innerhalb der Behörde kursierende Petition herunter, in der es um Sicherheitslücken wegen dieser Prozesse ging.
Bei einer Wahlkampfveranstaltung von Donald Trump am 13. Juli 2024 war es einem Attentäter gelungen, auf ein Dach mit freier Sicht auf das Podium zu gelangen. Er schoss mit einem halbautomatischen Gewehr auf Trump, verletzte diesen nur leicht, einen Zuschauer tödlich und zwei weitere schwer, bevor er erschossen wurde. Personenschützer des USSS waren zuvor mehrfach auf eine verdächtige Person hingewiesen worden, hatten jedoch nichts unternommen und Trump trotzdem auf das Podium geführt. Cheatle wurde am 22. Juli 2024 bei einer Anhörung im US-Kongress von Abgeordneten scharf kritisiert. Sie bot jedoch zunächst nicht ihren Rücktritt an, sprach aber vom größten Versagen ihrer Behörde seit Jahrzehnten. Am 23. Juli 2024 trat sie schließlich von ihrem Posten zurück. Präsident Biden setzte am selben Tag Ronald L. Rowe Jr. als Nachfolger ein. Cheatles frühere Äußerungen zu Diversität, Gleichstellung und Inklusion wurden nach dem Attentat auf Trump häufig zum Ziel der Kritik. Der USSS bezeichnete die Kritik an weiblichen Agenten als „frauenfeindlich“ und bekräftigte seine Überzeugung, dass Diversität bei der Rekrutierung der Wirksamkeit von Personenschutz-Teams zugute komme und nicht schade.